# Président de la république de Côte d'Ivoire
Le président de la république de Côte d'Ivoire est le chef de l'État en Côte d'Ivoire, chargé de l’exercice du pouvoir exécutif.
La république de Côte d'Ivoire s'est dotée d'un président à partir de 1960 à la suite de l'indépendance. Depuis lors, cette fonction a été assumée par cinq présidents qui ont constitué les chefs de l'État ivoirien depuis 1960. Ils ont tous résidé au palais présidentiel d'Abidjan, à l'exception de Félix Houphouët-Boigny qui a également résidé au palais présidentiel de Yamoussoukro.
Depuis l'élection du président au  suffrage universel direct en 1990, il s'agit de la fonction politique la plus prestigieuse et la plus respectée en Côte d'Ivoire. Le président est le chef de l'État, le chef des armées et le garant de la Constitution de la IIIe République.

## Historique des pouvoirs

### Première République
Le président de la république de Côte d'Ivoire est élu au suffrage universel direct, au scrutin majoritaire à deux tours pour un mandat de 5 ans et est rééligible. Il est le chef de l’exécutif et est détenteur exclusif du pouvoir exécutif. Il est garant de l'indépendance nationale, de l'intégrité du territoire, du respect des traités et accords internationaux. Il est chef suprême des armées, veille au respect de la Constitution, assure la continuité de l'État. En sa qualité de chef de l'Administration, il nomme aux emplois civils et militaires. Le président de la république de Côte d'Ivoire détient également, en période de crise, des pouvoirs exceptionnels. Il était prévu dans le texte initial de la Constitution de 1960 qu'en cas de décès, de démission ou d’empêchement absolu, l’intérim du président de la République est assuré par une personnalité choisie par le président de l’Assemblée nationale. Si la durée du mandat présidentiel restant à courir est égale ou inférieure à douze mois, le président désigné par le président de l'Assemblée nationale  devient, de plein droit président de la République. Si la durée du mandat présidentiel restant à courir est supérieure à douze mois, il est procédé à de nouvelles élections présidentielles.
Avec la révision constitutionnelle de 1990, le président de l'Assemblée nationale devenait de plein droit président de la République, en cas de décès, de démission ou d’empêchement absolu.
Un poste de vice-président fut créé en 1980, mais supprimé en 1985.
Robert Guéï n'instaure pas une dictature et souhaite rétablir la démocratie en Côte d'Ivoire. Il fait adopter par référendum une nouvelle constitution le 24 juillet 2000. Elle est notamment pour l'abolition de la peine de mort mais également à ce que le président de la république soit né de deux parents ivoiriens de naissance. Pour l'élection présidentielle d'octobre 2000, 14 candidatures seront rejetées, parmi lesquelles celle d'Alassane Ouattara.  Laurent Gbagbo pourra se présenter comme Théodore Mel Eg et Francis Wodié.

### Deuxième République
Le président de la république de Côte d'Ivoire est élu au suffrage universel direct, au scrutin majoritaire à deux tours pour un mandat de 5 ans et est rééligible une fois. Il est le chef de l’exécutif et est détenteur exclusif du pouvoir exécutif. Il est garant de l'indépendance nationale, de l'intégrité du territoire, du respect des traités et accords internationaux. Il est chef suprême des armées, veille au respect de la Constitution, assure la continuité de l'État. En sa qualité de chef de l'Administration, il nomme aux emplois civils et militaires. Le président de la république de Côte d'Ivoire détient également, en période de crise, des pouvoirs exceptionnels. En cas de décès, de démission ou d’empêchement absolu, l’intérim du président de la République est assuré par le président de l’Assemblée nationale pour une durée ne pouvant excéder 90 jours.

### Troisième République
Le président ivoirien est élu au scrutin uninominal majoritaire à deux tours pour un mandat de cinq ans, renouvelable une seule fois de manière consécutive. Est élu le candidat ayant recueilli la majorité absolue des suffrages exprimés au premier tour. À défaut, un second tour est organisé entre les deux candidats arrivés en tête au premier, et celui recueillant le plus de suffrages est déclaré élu. La Constitution fixe la date du premier  tour au dernier samedi du mois d'octobre de la cinquième année du mandat présidentiel en cours, et celle du second tour éventuel au dernier samedi du mois de novembre suivant.
La Constitution de 2016 propose plusieurs changements par rapport à la Constitution de 2000, notamment la suppression de plusieurs critères d'éligibilité pour le poste de président : les deux parents d'un candidat présidentiel n'ont plus besoin de posséder la nationalité ivoirienne de naissance et ont maintenant la possibilité d'avoir eu une autre citoyenneté. La nouvelle Constitution remplace la condition « exclusivement de nationalité ivoirienne, nés de père et de mère eux-mêmes ivoiriens d'origine » par « nés de père ou de mère ». Un seul des parents d'un candidat présidentiel a désormais besoin de posséder la nationalité ivoirienne de naissance et ils ont maintenant la possibilité d'avoir eu une autre citoyenneté. Le candidat lui-même peut également avoir eu une autre nationalité, ce qui était auparavant impossible, mais doit y renoncer avant de soumettre sa candidature. La limite maximum d'âge d'un candidat, auparavant fixée à 75 ans, disparaît, tandis que l'âge minimum est abaissé à 35 ans. La fonction de vice-président est créée, ainsi qu'un Sénat, transformant alors le système parlementaire en système bicaméral. Le président et l'Assemblée nationale ainsi que deux tiers du Sénat sont élus au suffrage universel direct, tandis que le reste du Sénat est nommé par le président.
Le vice-président, dont la fonction est créée en 2016, succède au président en cas de vacance du pouvoir. Initialement, il devait être élu en même temps que le président en tant que colistier lors de l'élection présidentielle. Le mandat d'Alassane Ouattara étant en cours au moment de la modification, le vice-président Daniel Kablan Duncan est exceptionnellement nommé par le président en janvier 2017, en accord avec l'article 179,. Une révision constitutionnelle adoptée le 17 mars 2020 à la majorité des deux tiers du Parlement entérine entre autres la désignation du vice-président, nommé par le président avec l'accord du Parlement. Un vice-président terminant le mandat du président en cas d’empêchement de celui-ci ne le fait plus « de plein droit », n'étant plus élu, mais par intérim. De plus, en cas d’empêchement du vice-président, le Premier ministre en exercice en prend la succession par intérim,.

## Liste des présidents

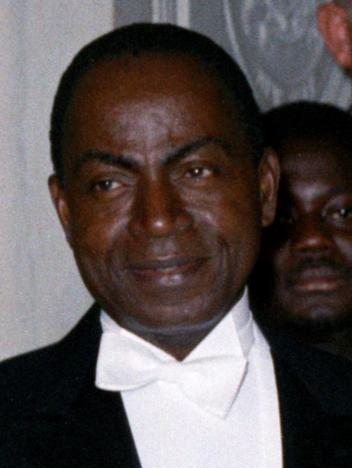
Félix Houphouët-Boigny (1960-1993)
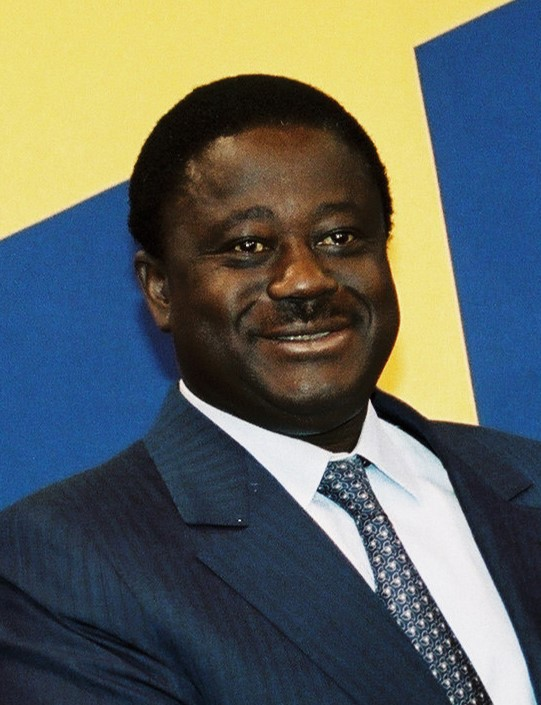
Henri Konan Bédié (1993-1999)
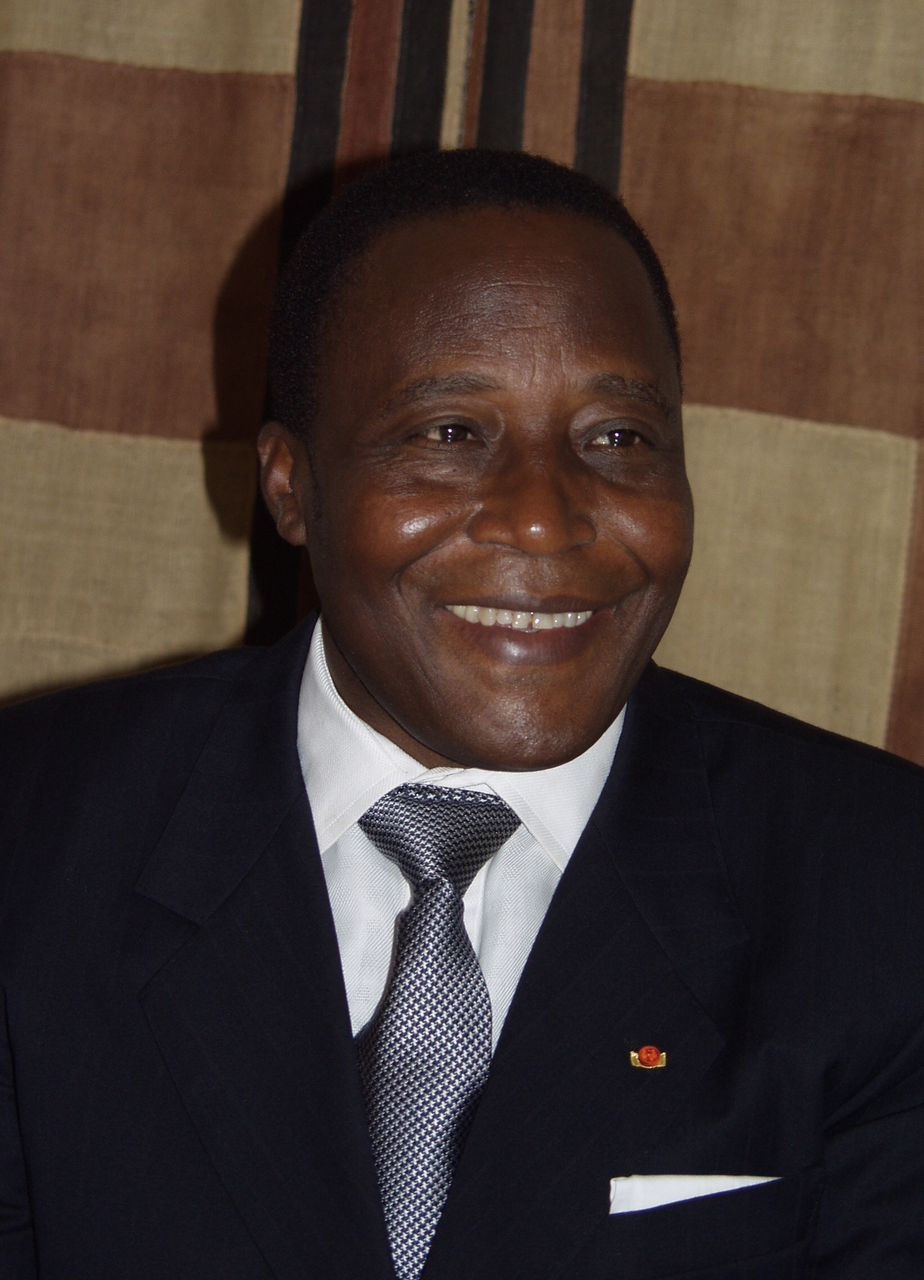
Robert Guéï (1999-2000)
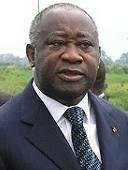
Laurent Gbagbo (2000-2011)
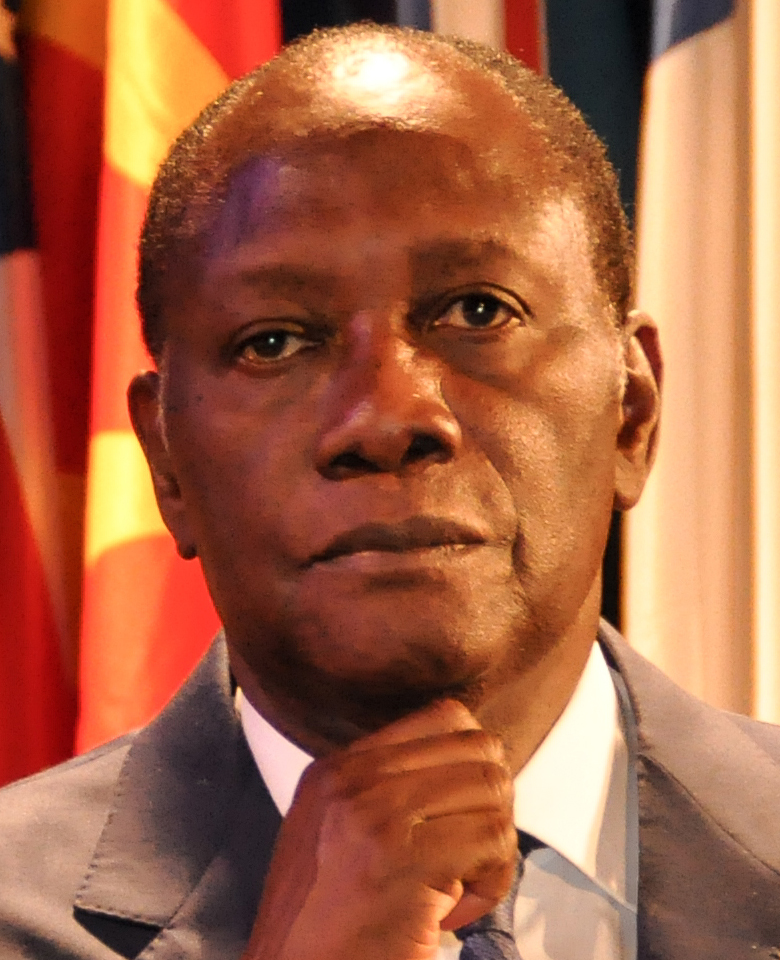
Alassane Ouattara (depuis 2011)